# Sindicalisme
El sindicalisme o moviment sindical és l'actuació organitzada dels treballadors organitzats en sindicats que té com a objectius la millora de la qualitat de les condicions de vida i laborals. Actualment el moviment sindical és legal i a més constitueix una de les bases de la vida social fins al punt que, per exemple, la Constitució Espanyola estableix la prohibició a l'exèrcit de manifestar opinions polítiques o sindicals.
El desenvolupament del sistema econòmic capitalista originà la separació entre el treball i la propietat dels mitjans de producció. A partir d'aquest moment el desequilibri entre la força de la patronal (minoritària però molt efectiva) i la dels treballadors (majoritaris però no organitzats) va ocasionar que la primera lluita dels treballadors fos precisament la del reconeixement del seu dret a associar-se en sindicats obrers que el liberalisme econòmic els negava.

## Història del sindicalisme

### Seglexix

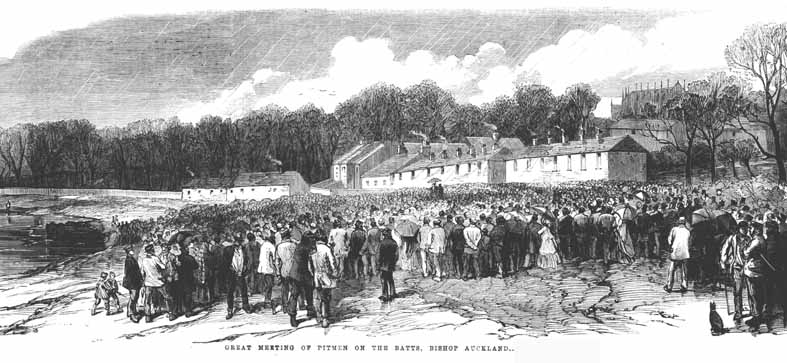
Vaga a Durham al 1863

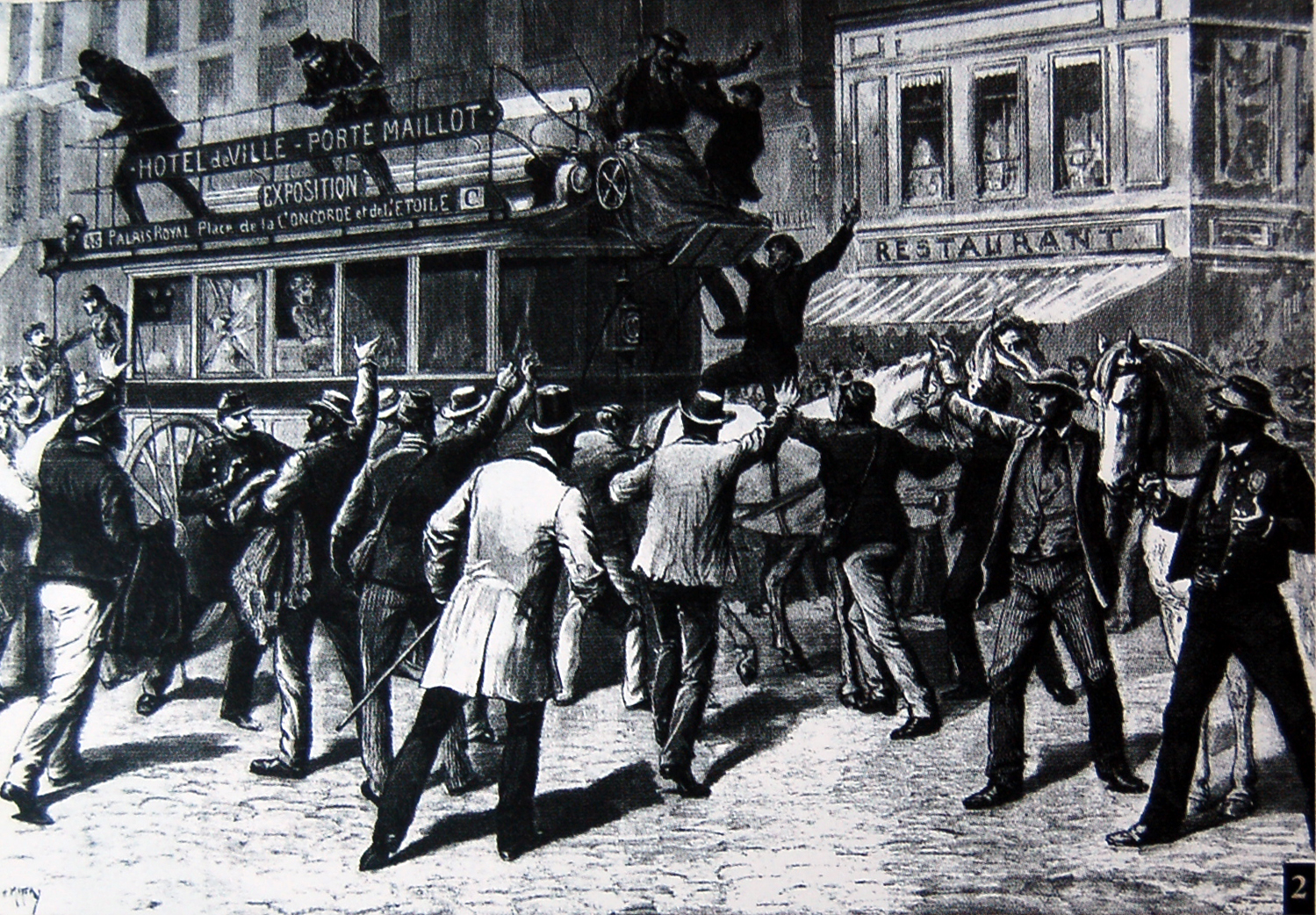
Vaga de transports a París en 1891

A la dècada del 1840, Karl Marx i Friedrich Engels, que propugnaven un sindicalisme d'ideologia marxista, o de socialisme científic, es van instal·lar a Anglaterra, des d'on van difondre la seva línia de pensament sobre la classe obrera, que a la Gran Bretanya del segle xix era molt nombrosa. Però per influència del menys conegut Robert Owen ja s'hi havia creat, en 1833, el sindicat Great Consolidated Trade Union, considerat el primer de la història. El mateix Robert Owen havia creat abans, en 1829, les primeres cooperatives de treballadors, societats precedents als sindicats. Contemporàniament a Marx i Engels, el rus Mikhaïl Bakunin assentava les bases de l'anarquisme, que inspiraria altres sindicats i maneres particulars d'interpretar el sindicalisme (anarcosindicalisme). A Amèrica, el 1860 va ser creada una societat secreta anomenada Els Cavallers del Treball.
Després de la Primera Internacional de 1862 es varen fer els Secretariats Professionals Internacionals (SPI), que agrupaven treballadors per oficis o per branques industrials. En 1870, a l'estat espanyol, Mikhaïl Bakunin va influir en el primer sindicalisme agrupat en la Federació Regional Espanyola de l'Associació Internacional de Treballadors (FREAIT). A Alemanya, a partir del 1875, el sindicalisme es començà a organitzar en sindicats, de caràcter ja marxista. En 1881 es va crear a Barcelona la Federació de Treballadors de la Regió Espanyola (FTRE), sota l'empenta de les classes obreres i adoptant l'estructura que s'havia aprovat per a la FREAIT, que a causa de la seva clandestinitat estava inactiva des de feia anys. Sota la influència dels sindicats britànics, el 1886 es va formar l'estatunidenca American Federation of Labor (AFL), presidida per Samuel Gompers, que prengué com a primer objectiu la jornada de les vuit hores laborals diàries. En 1888 es va fundar a Barcelona la Federació Espanyola de Resistència al Capital (FERC), una organització obrera anarco-col·lectivista, i la Unió General de Treballadors (UGT), de tendència socialista.
El 1889 la Segona Internacional declara el dia 1 de maig com Dia Internacional dels Treballadors. En 1895 es va crear la primera associació no clandestina de treballadors de classe obrera francesa, la Confédération Générale du Travail (CGT), que era de caràcter revolucionari i propugnava la vaga com la principal arma en la lluita obrera.

### Segle XX

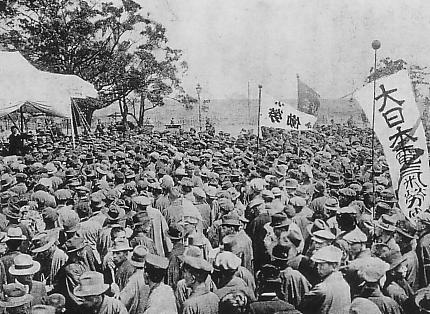
Primer Dia del Treballador al Japó, en 1920

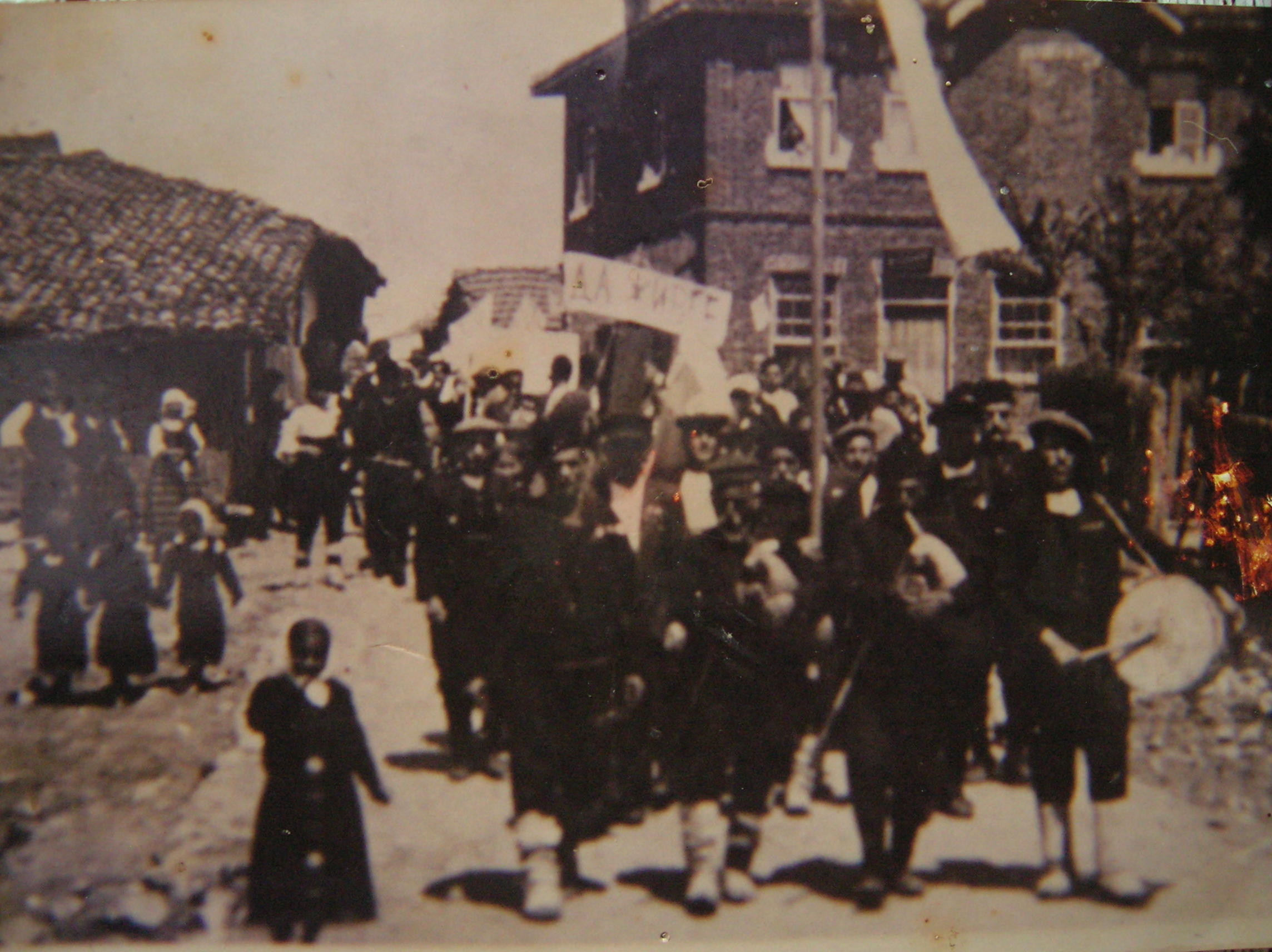
Manifestació a Bulgària en 1952

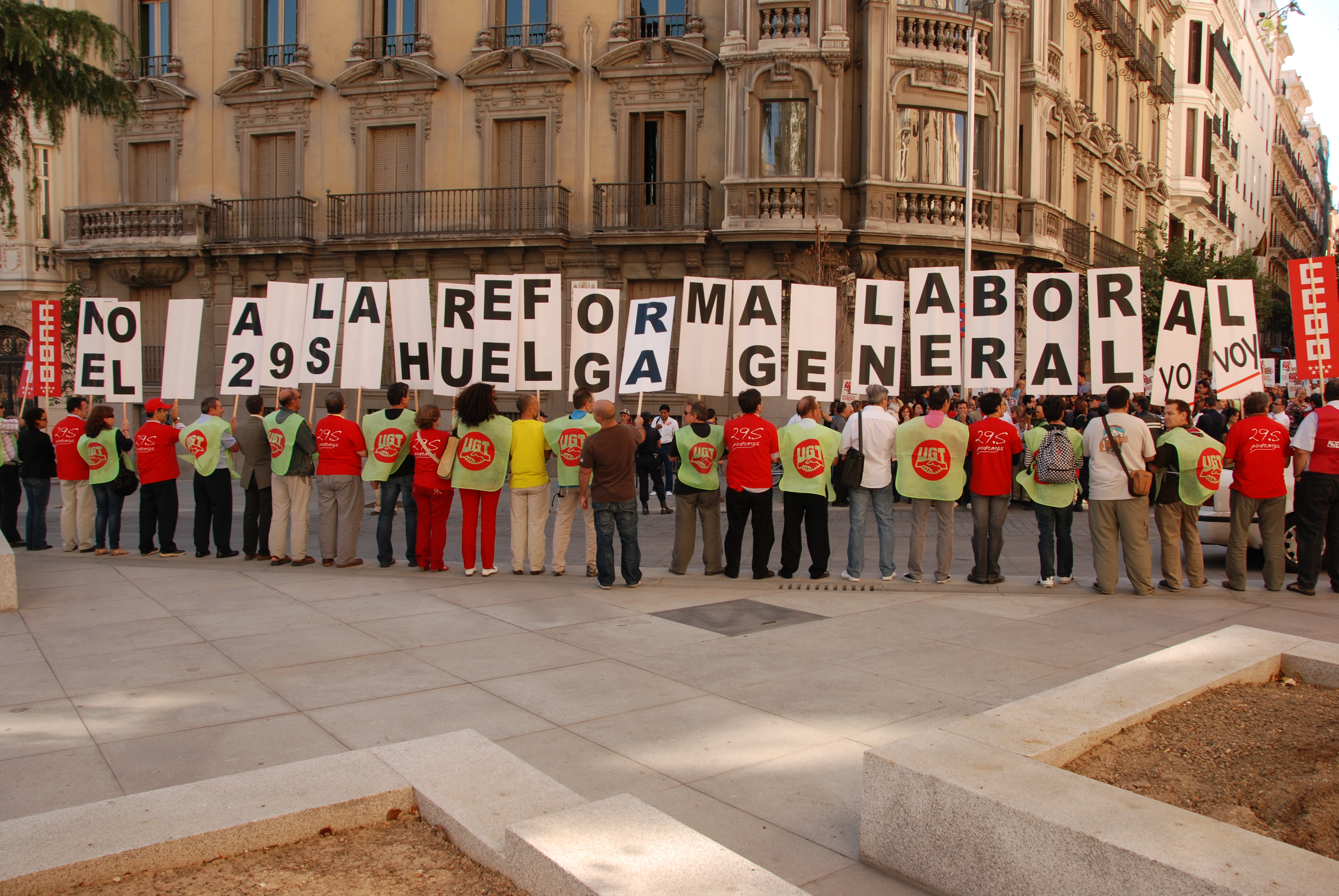
Vaga general a Espanya, en 2010

A l'Argentina, Xile i Mèxic a principi de segle xx es varen formar diversos sindicats d'inspiració socialista. A l'inici d'aquest segle també van néixer, a França, els anomenats sindicats grocs, influïts pels empleadors. En 1901 es va constituir a Copenhaguen la Secretaria Internacional de Sindicats. En 1905 el sindicat revolucionari Treballadors Industrials del Món trobà suport en el lumpenproletariat estatunidenc. El 1911 es va fundar a Barcelona la Confederació Nacional del Treball (CNT), de tendència anarcosindicalista. El 1913 es va fer la Federació Sindical Internacional (FSI), en la qual eren representats dinou països. En 1919 es va crear l'Organització Internacional del Treball (OIT), a la qual negocien plegats treballadors, empresaris i governs. A Catalunya, aquest mateix any es van crear els Sindicats Lliures, amb el suport dels carlistes, la patronal i els militars.
Després de la Revolució Russa a Moscou, l'any 1921, es constituí la Internacional Sindical Roja (ISR), formada pels sindicats soviètics i per la Confederació General del Treball Unitari (CGTU), de tendència comunista, escissió de la Confederació General del Treball francesa. La ISR va desaparèixer el 1934 al si de la Tercera Internacional per tal d'agrupar tots els sindicats. El 1938, als Estats Units, l'AFL s'escindí donant el Congrés d'Organitzacions Industrials (CIO), mentre que d'altra banda, es creava la Confederació de Treballadors d'Amèrica Llatina, d'inspiració comunista.
A partir de la Segona Guerra Mundial el sindicalisme mundial adoptà una línia reformista donant molta importància a la negociació col·lectiva i la cooperació amb els poders públics i obtingué grans millores com la jornada laboral de vuit hores, vacances pagades, seguretat social i millores salarials.
Amb els règims totalitaris feixistes i nazis s'anul·là en diveros països la força sindical. A Espanya, amb el règim franquista oficialment s'impulsava els sindicats verticals, que agrupaven patrons i obrers i resultaven completament inoperants, i on s'infiltraren els sindicats Comissions Obreres i UGT, que no serien legalitzats fins a la mort del dictador. L'any 1945 a París la Federació Sindical Mundial (FSM), va unir al sindicalisme soviètic, europeu i americà però l'AFL no s'hi adherí. En 1948 l'AFL impulsà l'Organització Regional Interamericana de Treballadors. El 1949 una escissió del FSM donà pas a la Confederació Internacional de Sindicats Lliures (CISL) amb participació de l'AFL, el CIO, el TUC britànic i la CGT-Força Obrera francesa, escindida de la CGT. En 1955 el CIO es va reunificar amb l'AFL i va quedar com a AFL-CIO.
Al llarg del segle xx s'ha anat produint un procés de globalització massiva que tendeix a unificar tots els sindicats en macroagrupacions de centenars de milions d'afiliats, que s'allunyen cada vegada més de l'acció directa dels treballadors, que han de confiar els seus drets i problemes a persones cada vegada més allunyades de les seves circumstàncies. Algunes centrals sindicals es fan per territori, per exemple la Confederació Europea de Sindicats (CES) agrupa tots els europeus, i altres per tendència ideològica, de les quals al món hi ha la Confederació Sindical Internacional (CSI), cristiana i socialista moderada, amb 168 milions d'afiliats, la Federació Sindical Mundial (FSM), de tendència comunista, i l'Associació Internacional de Treballadors (AIT), que comparteix amb Solidaritat Internacional Llibertària (SIL) la ideologia anarquista i anarcosindicalista.

## Sindicalisme contemporani

Percentatge de treballadors sindicats per països

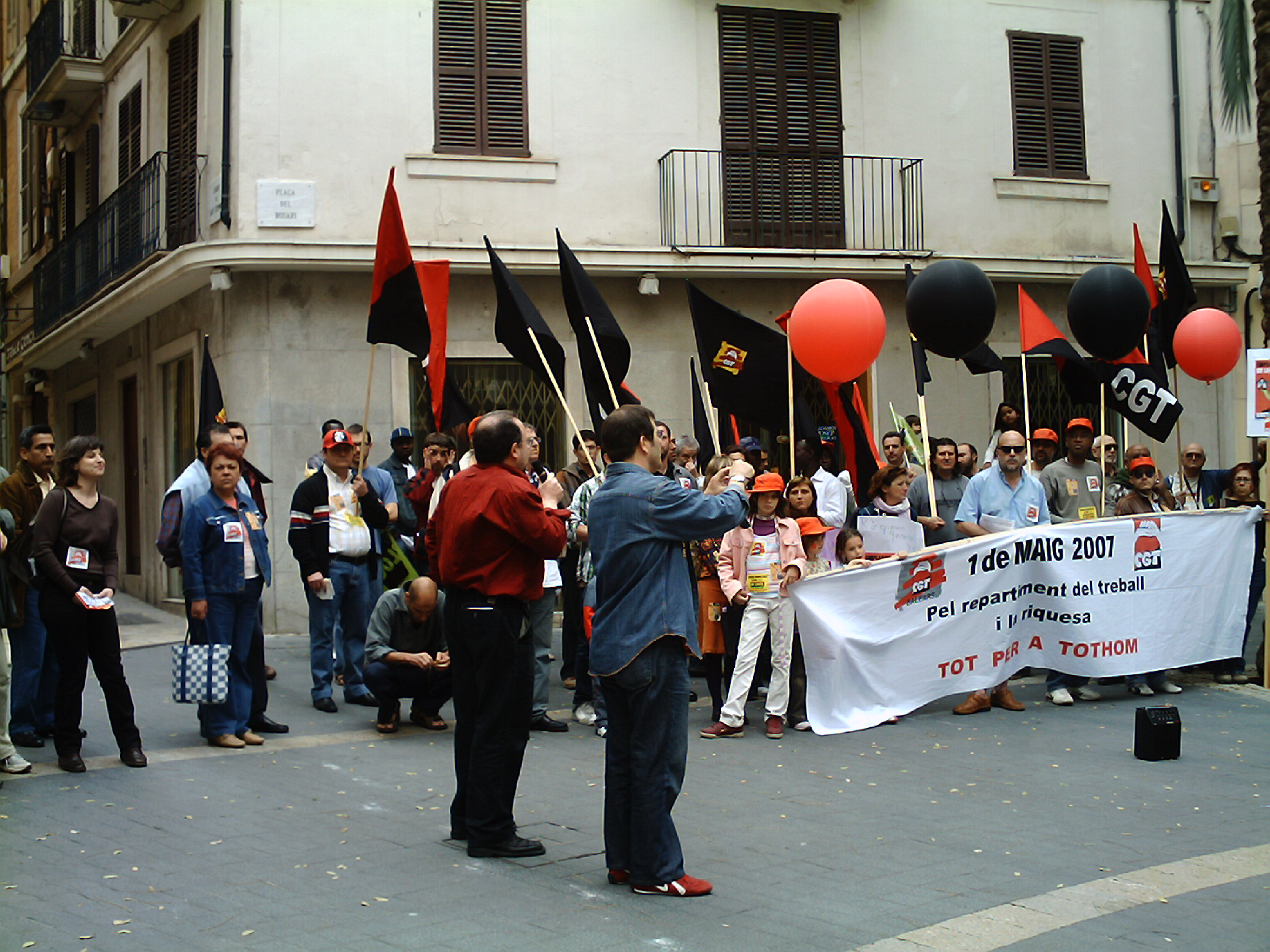
Discurs sindicalista del Primer de Maig en 2007

L'Australian Workers Union és un dels sindicats més grans i antics d'Austràlia.
A Catalunya els sindicats tenen els seus antecedents en el gremis, que va ser especialment importants a l'edat mitjana i van existir fins al segle xix. Els arxius gremials avui ens donen informació històrica de com s'organitzaven i també de com vivia la gent. El 1861 es va fundar a Barcelona l'Ateneu Català de la Classe Obrera, una associació que tenia el propòsit de servir culturalment als obrers. En 1907 es va fundar a Barcelona el diari Solidaridad Obrera («la Soli»), inicialment com a òrgan de premsa del grup Solidaritat Obrera, l'òrgan sindical més important a Catalunya fins al 1939. L'anarco-sindicalisme a Catalunya durant la guerra civil va tenir una gran importància contra el falangisme. En 1937 es va fundar la Revista Catalunya, un òrgan d'expressió de la Confederació Nacional del Treball (CNT) de Catalunya escrita íntegrament en català i que va tenir com a director el Joan Peiró i Belis. Actualment existeix encara, s'edita a Reus però és l'òrgan d'expressió d'un altre sindicat, la Confederació General del Treball (CGT) de Catalunya. A la CNT ara s'utilitza el Periòdic cnt.
En 1974 es va fundar, aleshores a la clandestinitat, la Unió de Pagesos de Catalunya (UPC), actualment el sindicat majoritari dels pagesos i que representa els interessos de les petites explotacions familiars agrícoles i ramaderes del país. En 2004 es va crear la Xarxa Solidària contra els Tancaments i la Precarietat per a impulsar la solidaritat i la resposta unitària contra els tancaments d'empresa anunciats per diferents multinacionals a Catalunya. Aquesta plataforma agrupa una cinquantena de sindicats, algunes seccions sindicals, comitès d'empresa i organitzacions i partits d'esquerra catalans.